# بول إيغلي
بول إيغلي (بالإنجليزية: Paul Egli)‏ مواليد 18 أغسطس 1911 - الوفاة 23 يناير 1997، كان دراج سويسري في صنف سباق الدراجات على الطريق.

## سجل النتائج

### سباقات أو مراحل فاز بها
- طواف فرنسا
- طواف سويسرا

## الميداليات
| الميدالية | المسابقة                                    |
| --------- | ------------------------------------------- |
| ذهبية     | بطولة العالم لسباق الدراجات على الطريق 1933 |
| فضية      | بطولة العالم لسباق الدراجات على الطريق 1938 |
| فضية      | بطولة العالم لسباق الدراجات على الطريق 1932 |
| برونزية   | بطولة العالم لسباق الدراجات على الطريق 1937 |

## وصلات خارجية
- الموقع الرسمي

## روابط خارجية
- بول إيغلي على موقع أرشيف الدراجات (الإنجليزية)
- بول إيغلي على موقع إحصائيات الدراجات الإحترافية (الإنجليزية)
- بول إيغلي على موقع CycleBase (الإنجليزية)